# Nicolae Rosetti-Roznovanu
Nicolae Rosetti-Roznovanu, poreclit Nunuță, (n. februarie 1842, Iași, Moldova – d. 1891, Iași, România) a fost un avocat și om politic moldovean.

## Biografie
De origine boierească, el a studiat dreptul la Paris. La întoarcerea în țară a fost numit judecător la Tribunalul din Iași.
La inițiativa prietenilor săi rusofili și a mamei sale, după abdicarea domnitorului Alexandru Ioan Cuza, Nicolae Rosetti-Roznovanu a fost propus candidat la tronul Moldovei, în opoziție cu prințul Karl de Hohenzollern-Sigmaringen, care a fost ales domnitor al Principatelor Unite Române la data de 13 aprilie 1866. Rosetti-Roznovanu era susținut de o parte din boierii rusofili moldoveni, opozanți ai lui Cuza, care sperau că Moldova se va separa de Țara Românească.
Rosetti-Roznovanu a acceptat această propunere. Drept consecință, guvernul de la București l-a trimis pe Nicolae Golescu, membru al locotenenței domnești, pentru a asigura păstrarea unirii. Nicolae Rosetti-Roznovanu a declarat că se opune alegerii unui principe străin și a hotărât separarea definitivă a Moldovei de Țara Românească. Ideea a fost rapid aclamată de susținătorii acestuia.
Astfel, o tentativă de lovitură de stat a avut loc la Iași, pe 15 aprilie. În urma acesteia au murit 12 persoane, iar alte 16 au fost rănite. Nicolae Rosetti-Roznovanu și alți separatiști au fost judecați și închiși. Pe 22 mai 1866 au fost eliberați, în urma unei amnistii semnate de principele Carol.
Ulterior, a fost deputat în Parlamentul României. În Războiul de Independență al României, s-a distins în cadrul Asediului Plevnei.
A decedat în 1891 la Iași.